# Yarrow (Colombie-Britannique)
Yarrow est une communauté de la ville de Chilliwack située dans le District régional de Fraser Valley en Colombie-Britannique. 
Yarrow fut d'abord un village fondé par des Mennonites dans les années 1920. 